# Arbani
Arbani (nep. अर्बेनी) – gaun wikas samiti w zachodniej części Nepalu w strefie Lumbini w dystrykcie Gulmi. Według nepalskiego spisu powszechnego z 2001 roku liczył on 606 gospodarstw domowych i 3146 mieszkańców (1703 kobiet i 1443 mężczyzn).